# Orthocladius dispar
Orthocladius dispar är en tvåvingeart som först beskrevs av Maurice Emile Marie Goetghebuer 1942.  Orthocladius dispar ingår i släktet Orthocladius och familjen fjädermyggor.
Artens utbredningsområde är Österrike. Inga underarter finns listade i Catalogue of Life.